# Grafton (bâtiment)
Pour les articles homonymes, voir Grafton.
Le Grafton était une goélette de 56 tonnes qui a quitté Sydney dans les années 1860 et qui fit naufrage le 3 janvier 1864 dans le bras nord de port Carnley, sur l'île d'Auckland, dans les îles sub-antarctiques de Nouvelle-Zélande, à près de 480 kilomètres au sud de l'île du Sud. Les naufragés ont attendu un an, en vain, qu'un navire vienne à leur secours. Six mois plus tard, trois hommes décident de partir en canot et parviennent à franchir une distance de 450 kilomètres jusqu'à l'île Stewart, à  30 kilomètres au sud de l'île du Sud de la Nouvelle-Zélande. Ils ont ensuite financé une mission de sauvetage pour récupérer leurs compagnons restants. Les naufragés ont passé un total de 18 mois sur l'île et, malgré leur calvaire, ont tous survécu.

## Dernier voyage

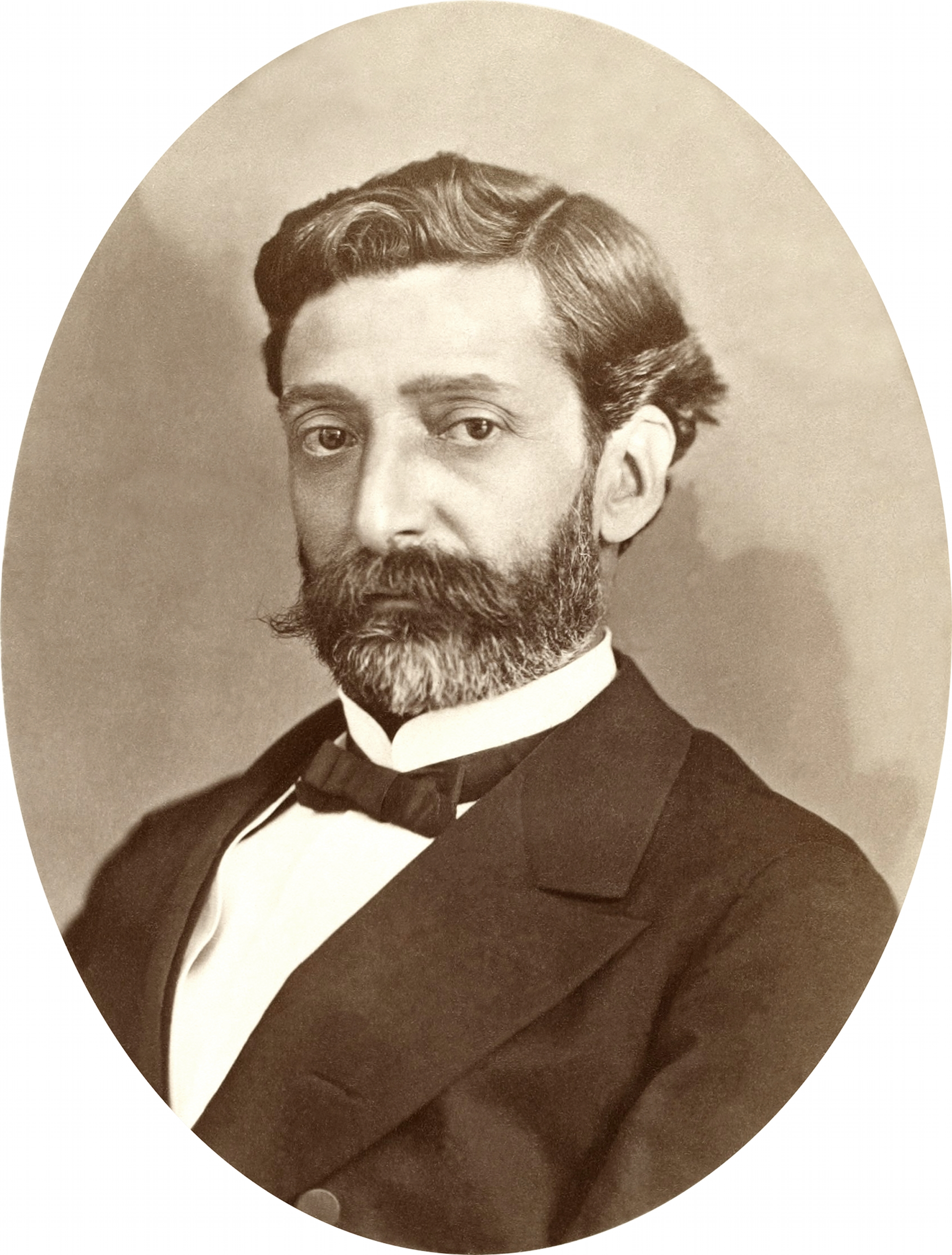
François Édouard Raynal

Le Grafton a été loué par un consortium commercial composé de François Édouard Raynal, du capitaine Thomas Musgrave, de son oncle et de Charles Sarpy pour un voyage sur l'île Campbell et les îles Auckland afin d'enquêter sur les opportunités d'exploitation minière et de chasse au phoque.
Raynal avait passé six ans en mer et onze ans dans les champs aurifères australiens avant qu'un effondrement de mine ne l'oblige à déménager à Sydney pour se reconstruire. Il avait décidé de rentrer en France lorsqu'il fut approché par un ami qui avait de bonnes raisons de croire qu'il existait une mine d'étain argentifère à l'île Campbell. L'ami, un drapier connu sous le nom de Charles Sarpy, et son associé, suggérèrent à Raynal d'arpenter cette île et de découvrir la mine.
Même si aucune mine n'a été découverte, il a été suggéré que Raynal pourrait profiter du grand nombre de phoques et les chasser pour leurs peaux et leur graisse. Raynal accepta la proposition mais fit entendre qu'il n'assumerait pas le commandement du navire. Le partenaire de Sarpy a proposé le poste à son neveu et Thomas Musgrave s'est vu offrir le commandement du navire.
Le navire quitta Sydney pour les îles Campbell le 12 novembre 1863, avec un équipage de cinq personnes. Après avoir atteint l'île Campbell, Raynal est tombé très malade et n'a pas pu terminer sa recherche de mine d'étain. Musgrave a poursuivi la recherche mais n'a trouvé aucune trace du minerai. Avec un nombre limité de phoques et une recherche infructueuse d'étain sur l'île Campbell, l'équipage s'est dirigé vers les îles Auckland pour chasser les phoques.

### Naufrage
Le Grafton est entré dans l'une des criques des îles Auckland le 31 décembre. Un gros coup de vent est venu le jour du Nouvel An de 1864, qui s'est poursuivi jusqu'à minuit le 2 janvier lorsque les chaînes d'ancre se sont sectionnées et que le navire a heurté une plage rocheuse et a sombré.
L'équipage a pu débarquer et a réussi à récupérer de la nourriture, des outils, du matériel de navigation, l'arme de Raynal, de la poudre, des balles et de la toile ainsi que d'autres matériaux de l'épave. Bien qu'ils n'aient été approvisionnés que pendant deux mois, ils ont survécu pendant un an et demi grâce à la viande de phoque, aux oiseaux et poissons. Ils ont à l'origine fabriqué une tente à partir de parties des espars et des voiles de l'épave avant de construire une cabane permanente à partir du bois de l'épave et de pierre.
Raynal avait de l'expérience dans la construction de cabanes depuis son passage dans les champs aurifères et a supervisé la construction d'une solide cabane avec une cheminée en pierre, meublée de brancards, d'une table à manger et d'un bureau. Cependant, la construction a pris du temps car les seuls outils disponibles étaient une hache, une herminette, un marteau et une vrille. Les hommes nommèrent la cabane "Epigwaitt", un mot amérindien signifiant "une habitation au bord de l'eau" suggéré par Musgrave.
Les hommes fabriquaient des vêtements en peau de phoque et chassaient et pêchaient pour se nourrir. Pour se divertir, le capitaine Musgrave a commencé à lire des cours et Raynal a fabriqué un jeu d'échecs, des dominos et un jeu de cartes. Cependant, il a trouvé que Musgrave était un si mauvais perdant qu'il a jugé préférable de détruire les cartes.
Pour lutter contre le scorbut et diversifier leur alimentation, Raynal s'est mis à brasser "une bière passable" à partir des rhizomes de stilbocarpa qui abondaient sur l'île, en les faisant bouillir puis en les faisant fermenter dans leur propre sucre.
Le capitaine Musgrave et Raynal avaient tous deux espéré qu'un navire serait envoyé par leurs partenaires commerciaux pour enquêter sur ce qui était arrivé au Grafton, mais après 12 mois sans apercevoir un seul navire, la décision a été prise d'utiliser les bois de l'épave pour "faire quelque chose qui nous transportera en Nouvelle-Zélande". L'équipage a utilisé les outils qu'ils avaient récupérés et Raynal a créé une paire de soufflets de forgeron à partir du métal de l'épave, du bois et de la peau de phoque.

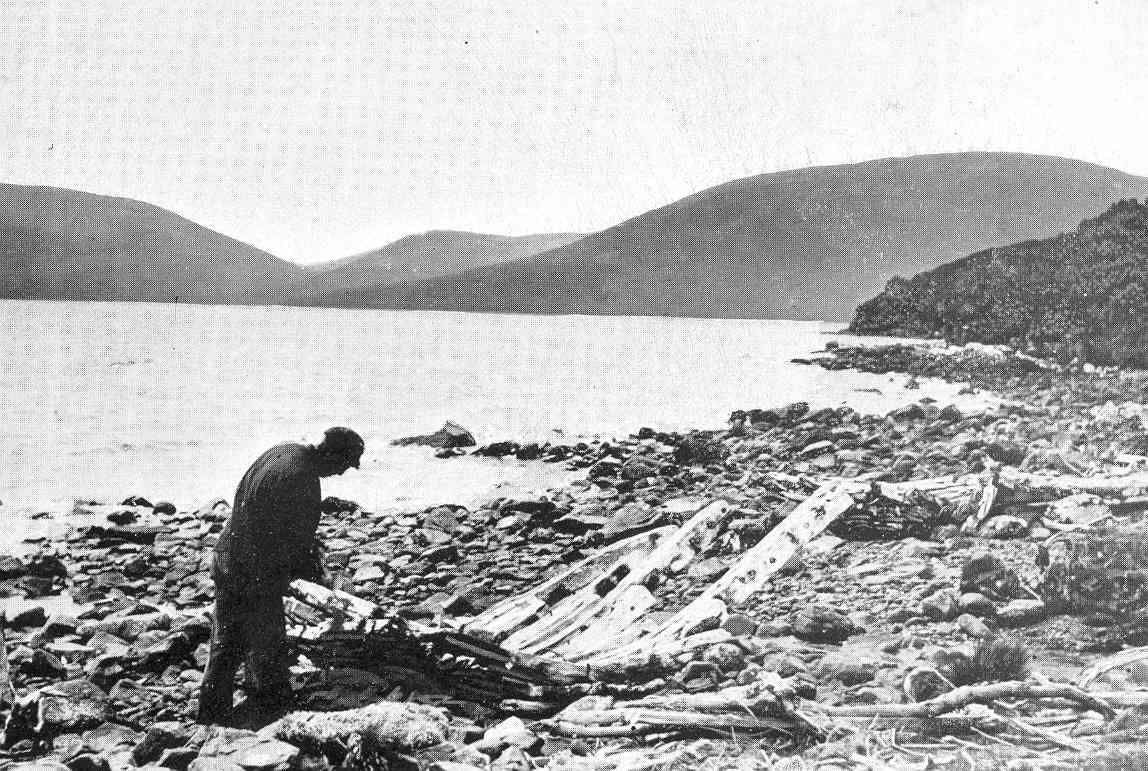
Vestiges du Grafton à Port Carnley

Il a utilisé le soufflet pour forger d'autres outils à partir du métal restant. Les naufragés avaient avancé sur la reconstruction de sections du navire mais n'ont pas pu poursuivre car Raynal a jugé impossible de fabriquer une tarière malgré plusieurs tentatives. Les phoques étaient moins nombreux que l'année précédente et les naufragés faisaient face à un autre hiver avec une plus grande menace de famine. La décision fut prise de travailler sur un canot à clins du navire. Ils l'ont agrandi en relevant les plats-bords, en ajoutant une fausse quille (en) et en le pontant. Le capitaine Musgrave a fabriqué des voiles à partir de voiles du Grafton qui servaient auparavant de toit de la cabine.
Lorsqu'ils ont testé le bateau, ils ont constaté qu'il était trop instable avec cinq hommes, alors Musgrave a été contraint de laisser derrière Harris et Forgés. Musgrave, Raynal et McLaren ont ensuite mis les voiles le 19 juillet 1865, arrivant à Port Adventure sur l'île Stewart le 24 juillet, après cinq jours de mauvais temps. Le capitaine Cross du Flying Scud les a recueillis, puis les a emmenés à Invercargill le lendemain.
La collecte de fonds publics à Invercargill a permis de collecter suffisamment de fonds pour que Musgrave paie le capitaine Cross pour le ramener aux îles Auckland et sauver ses deux membres d'équipage restants. Après avoir récupéré avec succès Harris et Forgés, Musgrave est retourné à Invercargill et a réuni tout l'équipage. Il a également récupéré le soufflet de Raynal pour lui. McLaren, Raynal et Forgés sont revenus à Melbourne sur la goélette Swordfish ; Musgrave revint sur un bateau à vapeur commandé par un de ses amis ; Harris est resté en Nouvelle-Zélande et s'est orienté vers les champs aurifères.
Le capitaine Musgrave avait tenu un journal pendant son séjour sur l'île. Quand il a manqué d'encre, il a continué à écrire avec du sang de phoque. Musgrave et Raynal ont écrit des livres sur leur expérience. La paire de soufflets fabriquée par Raynal, une paire de bottes en peau de phoque tannée et une aiguille en os d'aile d'albatros feraient partie de la collection du musée de Melbourne.

### L'Invercauld
L'Invercauld, navire de 1 100 tonneaux, parti de Melbourne le 21 février 1864 en direction de Valparaiso s'échoue également sur l'île, deux mois à peine après le Grafton. Les deux naufrages avaient rejeté des survivants sur les îles Auckland mais à des extrémités différentes de l'île principale. Chaque groupe de survivants ignorait l'existence de l'autre jusqu'à ce que le Flying Scud se rende pour récupérer les deux derniers naufragés de Grafton. La fumée d'un incendie a été repérée mais n'a pas fait l'objet de recherche.
Lorsque le Flying Scud a visité Erebus Cove, l'équipage a trouvé le corps d'un homme allongé à côté des ruines d'une maison. L'homme était mort depuis un certain temps. La maison était l'un des bâtiments d'Hardwicke mais l'identité du corps était inconnue (il sera confirmé plus tard qu'il s'agissait du cadavre de James Mahoney).
Les différences dans les taux de survie des deux groupes de naufragés peuvent être expliquées par le fait que l'équipage du Grafton, dirigé par le capitaine Musgrave, était organisé et mieux doté : ils ont récupéré des stocks de nourriture plus importants, un canot pour parcourir la côte, un fusil, et l'épave leur permettant de récupérer du matériel utile. Le groupe Invercauld n'avait aucun de ces avantages.